# DatPiff
DatPiff — интернет-сервис потокового аудио, позволяющий бесплатно слушать музыку. Он базируется в Пенсильвании. Сайт специализируется на хип-хопе, рэпе и современной городской музыке. Он был открыт в 2005 году Маркусом Фрейзером. Владельцем является MediaLab AI Inc..

## Особенности
Ключевой особенностью DatPiff является то, что незарегистрированные пользователи могут бесплатно загружать любой микстейп, финансируемый артистом или лейблом, с сайта. Зарегистрированным пользователям разрешено ограниченное количество загрузок неспонсируемых микстейпов в день. Платные пользователи, купившие подписку, имеют неограниченное количество загрузок любого микстейпа. 